# Quasicorambe pacifica
Quasicorambe pacifica är en snäckart som först beskrevs av Frank Mace MacFarland och Charles Henry O'Donoghue 1929.  Quasicorambe pacifica ingår i släktet Quasicorambe och familjen Corambidae. Inga underarter finns listade i Catalogue of Life.